# Saint-Pierre-du-Lorouër
Saint-Pierre-du-Lorouër és un municipi francès situat al departament del Sarthe i a la regió de País del Loira. L'any 2007 tenia 369 habitants.

## Demografia

### Població
El 2007 la població de fet de Saint-Pierre-du-Lorouër era de 369 persones. Hi havia 144 famílies de les quals 44 eren unipersonals (12 homes vivint sols i 32 dones vivint soles), 48 parelles sense fills i 52 parelles amb fills.
La població ha evolucionat segons el següent gràfic:
Habitants censats

### Habitatges
El 2007 hi havia 201 habitatges, 146 eren l'habitatge principal de la família, 41 eren segones residències i 14 estaven desocupats. Tots els 200 habitatges eren cases. Dels 146 habitatges principals, 117 estaven ocupats pels seus propietaris, 28 estaven llogats i ocupats pels llogaters i 1 estava cedit a títol gratuït; 9 tenien dues cambres, 29 en tenien tres, 45 en tenien quatre i 63 en tenien cinc o més. 102 habitatges disposaven pel capbaix d'una plaça de pàrquing. A 66 habitatges hi havia un automòbil i a 66 n'hi havia dos o més.

### Piràmide de població
La piràmide de població per edats i sexe el 2009 era:
| Homes | Edats   | Dones |
| ----- | ------- | ----- |
| 0     | 95 o +  | 0     |
| 0     | 90 a 94 | 8     |
| 4     | 85 a 89 | 0     |
| 0     | 80 a 84 | 0     |
| 12    | 75 a 79 | 8     |
| 4     | 70 a 74 | 16    |
| 8     | 65 a 69 | 8     |
| 12    | 60 a 64 | 12    |
| 12    | 55 a 59 | 8     |
| 12    | 50 a 54 | 8     |
| 12    | 45 a 49 | 16    |
| 8     | 40 a 44 | 12    |
| 16    | 35 a 39 | 24    |
| 20    | 30 a 34 | 8     |
| 8     | 25 a 29 | 12    |
| 12    | 20 a 24 | 4     |
| 4     | 15 a 19 | 4     |
| 4     | 10 a 14 | 8     |
| 8     | 5 a 9   | 8     |
| 8     | 0 a 4   | 4     |

## Economia
El 2007 la població en edat de treballar era de 223 persones, 157 eren actives i 66 eren inactives. De les 157 persones actives 145 estaven ocupades (81 homes i 64 dones) i 12 estaven aturades (5 homes i 7 dones). De les 66 persones inactives 18 estaven jubilades, 12 estaven estudiant i 36 estaven classificades com a «altres inactius».

### Ingressos
El 2009 a Saint-Pierre-du-Lorouër hi havia 144 unitats fiscals que integraven 336 persones, la mediana anual d'ingressos fiscals per persona era de 15.672,5 €.

### Activitats econòmiques
Dels 14 establiments que hi havia el 2007, 1 era d'una empresa alimentària, 1 d'una empresa de fabricació d'altres productes industrials, 3 d'empreses de construcció, 2 d'empreses de comerç i reparació d'automòbils, 2 d'empreses d'hostatgeria i restauració, 1 d'una empresa immobiliària, 3 d'empreses de serveis i 1 d'una empresa classificada com a «altres activitats de serveis».
Dels 3 establiments de servei als particulars que hi havia el 2009, 1 era un guixaire pintor i 2 fusteries.
L'únic establiment comercial que hi havia el 2009 era una fleca.
L'any 2000 a Saint-Pierre-du-Lorouër hi havia 20 explotacions agrícoles que ocupaven un total de 850 hectàrees.

## Equipaments sanitaris i escolars
El 2009 hi havia una escola elemental integrada dins d'un grup escolar amb les comunes properes formant una escola dispersa.

## Poblacions més properes
El següent diagrama mostra les poblacions més properes.